# Timor Lorosae - O Massacre Que o Mundo não Viu
Timor Lorosae - O massacre que o mundo não viu é um filme documentário brasileiro de 2001, dirigido e produzido por Lucélia Santos.
O filme tem roteiro de Lucélia Santos e Pedro Neschling, a direção de fotografia é de Luís Abramo, e a música é de Carlos Pacini e Carlos Pacini Filho.
Foi exibido no Festival do Rio de 2001.

## Sinopse
Narrado por Lucélia Santos, o filme conta a história de Timor-Leste, desde sua colonização pelos portugueses até a independência, passando pelo trágico período de ocupação indonésia.

## Principais prêmios e indicações
Ganhou diversos prêmios, inclusive o de melhor filme pelo voto popular no Festival do Recife, em 2002.